# 矢吹徹雄
矢吹 徹雄（やぶき てつお、1948年 - ）は、日本の弁護士。北海学園大学教授。矢吹法律事務所所属。北海道札幌市生まれ。札幌弁護士会所属。

## 人物・来歴
1967年北海道札幌南高等学校卒業。1971年司法試験に合格後、1972年北海道大学法学部卒業。1974年弁護士登録。1976年北海道大学大学院法学研究科修士課程修了。1987年北海道弁護士連合会副会長。1988年札幌市中高層建築物等紛争調整委員。1989年北星学園大学経済学部教授（民法など担当）を経て、2005年北海学園大学大学院法務研究科教授（倒産法など担当）。2013年北海学園大学大学院法務研究科長。2018年秋の叙勲で瑞宝中綬章を受章。2024年大学院法務研究科廃止により北海学園大学退任、北海学園大学名誉教授、大学院法学研究科法務特任教授。
弁護士業務の傍ら、大学院に進み、五十嵐清の下で比較法分野を学び、国際民事訴訟法や国際私法、アメリカ法を修習した。
父は札幌弁護士会長、日本弁護士連合会副会長などを務めた矢吹幸太郎。

## 主な業績
- 『国際裁判管轄の合意 : イギリス法の場合』（北星論集 19号、1981年）
- 『渉外離婚事件の国際裁判管轄について』（北星論集 20号、1982年）
- 『所有権留保と倒産手続』（判例タイムズ 35号、1984年）
- 『少額事件手続』（判例タイムズ 46号、1995年）
- 三宅省三,池田靖編『実務解説一問一答民事再生法』（分担執筆、青林書院、2000年）
- 全国倒産処理弁護士ネットワーク編『新注釈民事再生法　下巻』（分担執筆、金融財政事情研究会、2006年）
- 江頭憲治郎,門口正人,西岡清一郎,市村陽典,相澤哲,河和哲雄編『会社法大系２』（分担執筆、青林書院、2008年）